# Coppa d'Israele
La Coppa d'Israele, ufficialmente Coppa di Stato (in ebraico גביע המדינה בכדורגל‎?, Gvia HaMedina), è il secondo torneo calcistico di Israele per importanza dopo la Ligat ha'Al (la massima divisione calcistica nazionale).
Istituita nel 1928, durante il Mandato britannico della Palestina, con il nome di "Coppa del Popolo" (in ebraico גביע העם‎?, Gvia HaAm), assunse l'attuale denominazione con la nascita dello Stato d'Israele.
Vi prendono parte tutti i club affiliati alla Federazione nazionale. Di regola, la manifestazione prende avvio con una fase a livello regionale, per poi concludersi con turni disputati su base nazionale. 
Tutte le partite, salvo i quarti di finale, si giocano in gara unica (le semifinali e la finale in campo neutro): se al termine dei tempi regolamentari le squadre sono in parità, si disputano i tempi supplementari e, in caso di ulteriore parità, i tiri di rigore.
La squadra vincitrice ottiene un posto al secondo turno preliminare della UEFA Europa League della stagione successiva, oltre a guadagnare il diritto di affrontare il campione nazionale nella Supercoppa d'Israele.
Nel 2003 l'Hapoel Ramat Gan diventò la prima squadra non appartenente alla massima divisione ad aggiudicarsi il trofeo, battendo in finale l'Hapoel Be'er Sheva ai calci di rigore dopo l'1-1 su cui erano terminati i tempi supplementari.

## Albo d'oro e finali

### Coppa del Popolo
| Edizione                       | Sede della finale | Vincitore                           | Finalista                       | Risultato        |
| 1928                           | Tel Aviv          | Hapoel Tel Aviv Maccabi Gerusalemme | -                               | [ 1 ]            |
| 1929                           | Petah Tiqwa       | Maccabi Tel Aviv                    | Maccabi Gerusalemme             | 4-0              |
| 1930                           | Tel Aviv          | Maccabi Tel Aviv (squadra riserve)  | 48º Reggimento Northamptonshire | 2-1              |
| Nel 1931 non disputata         |                   |                                     |                                 |                  |
| 1932                           | Petah Tiqwa       | British Police                      | Hapoel Haifa                    | 0-1              |
| 1933                           | Petah Tiqwa       | Maccabi Tel Aviv                    | Hapoel Tel Aviv                 | 1-0              |
| 1934                           | Petah Tiqwa       | Hapoel Tel Aviv                     | Maccabi Tel Aviv                | 3-2              |
| 1935                           | Tel Aviv          | Maccabi Petah Tiqwa                 | Hakoah Tel Aviv                 | 1-0              |
| Nel 1936 non disputata         |                   |                                     |                                 |                  |
| 1937                           | Tel Aviv          | Hapoel Tel Aviv                     | Hapoel HaDarom Tel Aviv         | 3-0              |
| 1938                           | Tel Aviv          | Hapoel Tel Aviv                     | Maccabi Tel Aviv                | 2-1              |
| 1930                           | Tel Aviv          | Hapoel Tel Aviv                     | Maccabi Petah Tiqwa             | 2-1              |
| 1940                           | Tel Aviv          | Beitar Tel Aviv                     | Maccabi Tel Aviv                | 3-1              |
| 1941                           | Tel Aviv          | Maccabi Tel Aviv                    | Hapoel Tel Aviv                 | 2-1              |
| 1942                           | Tel Aviv          | Beitar Tel Aviv                     | Maccabi Haifa                   | 12-1             |
| Dal 1943 al 1945 non disputata |                   |                                     |                                 |                  |
| 1946                           | Tel Aviv          | Maccabi Tel Aviv                    | Hapoel Rishon LeZion            | 3-1 3-0          |
| 1947                           | Tel Aviv          | Maccabi Tel Aviv                    | Beitar Tel Aviv                 | 3-0 (a tavolino) |

### Coppa di Stato
| Edizione | Sede della finale                        | Vincitore           | Finalista            | Risultato                                   |
| Nel 1948 non disputata per la guerra arabo-israeliana                                                                            |                                          |                     |                      |                                             |
| Nel 1949-1951 non conclusa |                                          |                     |                      |                                             |
| 1951-1955 | Tel Aviv                                 | Maccabi Petah Tiqwa | Maccabi Tel Aviv     | 1-0                                         |
| Nel 1952-1953 non disputata per disaccordo tra i club Hapoel e club Maccabi in seno all'IFA                                      |                                          |                     |                      |                                             |
| 1953-1954 | Tel Aviv                                 | Maccabi Tel Aviv    | Maccabi Natanya      | 4-0                                         |
| 1953-1955 | Tel Aviv                                 | Maccabi Tel Aviv    | Hapoel Petah Tiqwa   | 3-1                                         |
| Nel 1955-1956 interrotta per lo scoppio della Crisi di Suez. Le partite già disputate furono ricomprese nell'edizione successiva |                                          |                     |                      |                                             |
| 1956-1957 | Haifa                                    | Hapoel Petah Tiqwa  | Maccabi Giaffa       | 2-1                                         |
| 1957-1958 | Ramat Gan                                | Maccabi Tel Aviv    | Hapoel Haifa         | 2-0                                         |
| 1958-1959 | Ramat Gan                                | Maccabi Tel Aviv    | Hapoel Petah Tiqwa   | 4-3                                         |
| Nel 1959-1960 non disputata |                                          |                     |                      |                                             |
| 1960-1961 | Ramat Gan                                | Hapoel Tel Aviv     | Hapoel Petah Tiqwa   | 2-1                                         |
| 1961-1962 | Ramat Gan Gerusalemme (ripetizione)      | Maccabi Haifa       | Maccabi Tel Aviv     | 0-0 (dts) 5-2 (ripetizione)                 |
| 1962-1963 | Haifa                                    | Hapoel Haifa        | Maccabi Haifa        | 1-0                                         |
| 1963-1964 | Tel Aviv (1° rip.) Kiryat Haim (2° rip.) | Maccabi Tel Aviv    | Hapoel Haifa         | 1-1 (dts) 1-1 (dts) (1° rip.) 2-1 (2° rip.) |
| 1964-1965 | Tel Aviv                                 | Maccabi Tel Aviv    | Bnei Yehuda          | 2-1 (dts)                                   |
| 1965-1966 | Tel Aviv                                 | Hapoel Haifa        | Shimshon Tel Aviv    | 2-1                                         |
| 1966-1967 | Tel Aviv                                 | Maccabi Tel Aviv    | Hapoel Tel Aviv      | 2-1                                         |
| 1967-1968 | Tel Aviv                                 | Bnei Yehuda         | Hapoel Petah Tiqwa   | 1-0                                         |
| 1968-1969 | Tel Aviv                                 | Hakoah Ramat Gan    | Maccabi Sha'arayim   | 1-0                                         |
| 1969-1970 | Tel Aviv                                 | Maccabi Tel Aviv    | Maccabi Natanya      | 2-1                                         |
| 1970-1971 | Tel Aviv                                 | Hakoah Ramat Gan    | Maccabi Haifa        | 2-1                                         |
| 1971-1972 | Ramat Gan                                | Hapoel Tel Aviv     | Hapoel Gerusalemme   | 1-0                                         |
| 1972-1973 | Tel Aviv                                 | Hapoel Gerusalemme  | Hakoah Ramat Gan     | 2-0                                         |
| 1973-1974 | Tel Aviv                                 | Hapoel Haifa        | Hapoel Petah Tiqwa   | 1-0 (dts)                                   |
| 1974-1975 | Tel Aviv                                 | Hapoel Kfar Saba    | Beitar Gerusalemme   | 3-1                                         |
| 1975-1976 | Ramat Gan                                | Beitar Gerusalemme  | Maccabi Tel Aviv     | 2-1 (dts)                                   |
| 1976-1977 | Ramat Gan                                | Maccabi Tel Aviv    | Beitar Tel Aviv      | 1-0                                         |
| 1977-1978 | Ramat Gan                                | Maccabi Natanya     | Bnei Yehuda          | 2-1                                         |
| 1978-1979 | Ramat Gan                                | Beitar Gerusalemme  | Maccabi Tel Aviv     | 2-1                                         |
| 1979-1980 | Ramat Gan                                | Hapoel Kfar Saba    | Maccabi Ramat Amidar | 4-1                                         |
| 1980-1981 | Ramat Gan                                | Bnei Yehuda         | Hapoel Tel Aviv      | 2-2 (dts) 4-3 (dtr)                         |
| 1981-1982 | Ramat Gan                                | Hapoel Yehud        | Hapoel Tel Aviv      | 1-0                                         |
| 1982-1983 | Ramat Gan                                | Hapoel Tel Aviv     | Maccabi Tel Aviv     | 3-2                                         |
| 1983-1984 | Ramat Gan                                | Hapoel Lod          | Hapoel Be'er Sheva   | 0-0 (dts) 3-2 (dtr)                         |
| 1984-1985 | Ramat Gan                                | Beitar Gerusalemme  | Maccabi Haifa        | 1-0                                         |
| 1985-1986 | Ramat Gan                                | Beitar Gerusalemme  | Shimshon Tel Aviv    | 2-1 (dts)                                   |
| 1986-1987 | Ramat Gan                                | Maccabi Tel Aviv    | Maccabi Haifa        | 3-3 (dts) 4-3 (dtr)                         |
| 1987-1988 | Ramat Gan                                | Maccabi Tel Aviv    | Hapoel Tel Aviv      | 2-1                                         |
| 1988-1989 | Ramat Gan                                | Beitar Gerusalemme  | Maccabi Haifa        | 3-3 (dts) 4-3 (dtr)                         |
| 1989-1990 | Ramat Gan                                | Hapoel Kfar Saba    | Shimshon Tel Aviv    | 1-0 (dts)                                   |
| 1990-1991 | Ramat Gan                                | Maccabi Haifa       | Hapoel Petah Tiqwa   | 3-1                                         |
| 1991-1992 | Ramat Gan                                | Hapoel Petah Tiqwa  | Maccabi Tel Aviv     | 3-1 (dts)                                   |
| 1992-1993 | Ramat Gan                                | Maccabi Haifa       | Maccabi Tel Aviv     | 1-0                                         |
| 1993-1994 | Ramat Gan                                | Maccabi Tel Aviv    | Hapoel Tel Aviv      | 2-0                                         |
| 1994-1995 | Ramat Gan                                | Maccabi Haifa       | Hapoel Haifa         | 2-0                                         |
| 1995-1996 | Ramat Gan                                | Maccabi Tel Aviv    | Hapoel Rishon LeZion | 4-1                                         |
| 1996-1997 | Ramat Gan                                | Hapoel Be'er Sheva  | Maccabi Tel Aviv     | 1-0                                         |
| 1997-1998 | Ramat Gan                                | Maccabi Haifa       | Hapoel Gerusalemme   | 2-0 (dts)                                   |
| 1998-1999 | Ramat Gan                                | Hapoel Tel Aviv     | Beitar Gerusalemme   | 1-1 (dts) 3-1 (dtr)                         |
| 1999-2000 | Ramat Gan                                | Hapoel Tel Aviv     | Beitar Gerusalemme   | 2-2 (dts) 4-2 (dtr)                         |
| 2000-2001 | Ramat Gan                                | Maccabi Tel Aviv    | Maccabi Petah Tiqwa  | 3-0                                         |
| 2001-2002 | Ramat Gan                                | Maccabi Tel Aviv    | Maccabi Haifa        | 0-0 (dts) 5-4 (dtr)                         |
| 2002-2003 | Ramat Gan                                | Hapoel Ramat Gan    | Hapoel Be'er Sheva   | 1-1 (dts) 5-4 (dtr)                         |
| 2003-2004 | Ramat Gan                                | Bnei Sakhnin        | Hapoel Haifa         | 4-1                                         |
| 2004-2005 | Ramat Gan                                | Maccabi Tel Aviv    | Maccabi Herzliya     | 2-2 (dts) 5-3 (dtr)                         |
| 2005-2006 | Ramat Gan                                | Hapoel Tel Aviv     | Bnei Yehuda          | 1-0                                         |
| 2006-2007 | Ramat Gan                                | Hapoel Tel Aviv     | Hapoel Ashkelon      | 1-1 (dts) 5-4 (dtr)                         |
| 2007-2008 | Ramat Gan                                | Beitar Gerusalemme  | Hapoel Tel Aviv      | 0-0 (dts) 5-4 (dtr)                         |
| 2008-2009 | Ramat Gan                                | Beitar Gerusalemme  | Maccabi Haifa        | 2-1                                         |
| 2009-2010 | Ramat Gan                                | Hapoel Tel Aviv     | Bnei Yehuda          | 3-1                                         |
| 2010-2011 | Ramat Gan                                | Hapoel Tel Aviv     | Maccabi Haifa        | 1-0                                         |
| 2011-2012 | Ramat Gan                                | Hapoel Tel Aviv     | Maccabi Haifa        | 2-1                                         |
| 2012-2013 | Netanya                                  | Hapoel Ramat Gan    | Ironi K. Shmona      | 1-1 (dts) 4-2 (dtr)                         |
| 2013-2014 | Ramat Gan                                | Ironi K. Shmona     | Maccabi Natanya      | 1-0 (dts)                                   |
| 2014-2015 | Haifa                                    | Maccabi Tel Aviv    | Hapoel Be'er Sheva   | 6-2                                         |
| 2015-2016 | Gerusalemme                              | Maccabi Haifa       | Maccabi Tel Aviv     | 1-0                                         |
| 2016-2017 | Gerusalemme                              | Bnei Yehuda         | Maccabi Tel Aviv     | 0-0 (dts) 4-3 (dtr)                         |
| 2017-2018 | Gerusalemme                              | Hapoel Haifa        | Beitar Gerusalemme   | 3-1 (dts)                                   |
| 2018-2019 | Haifa                                    | Bnei Yehuda         | Maccabi Natanya      | 1-1 (dts) 5-4 (dtr)                         |
| 2019-2020 | Tel Aviv                                 | Hapoel Be'er Sheva  | Maccabi Petah Tiqwa  | 2-0                                         |
| 2020-2021 | Tel Aviv                                 | Maccabi Tel Aviv    | Hapoel Tel Aviv      | 2-1 (dts)                                   |
| 2021-2022 | Gerusalemme                              | Hapoel Be'er Sheva  | Maccabi Haifa        | 2-2 (dts) 3-1 (dtr)                         |
| 2022-2023 | Haifa                                    | Beitar Gerusalemme  | Maccabi Natanya      | 3-0                                         |
| 2023-2024 | Tel Aviv                                 | Maccabi Petah Tiqwa | Hapoel Be'er Sheva   | 1-0                                         |
| 2024-2025 | Tel Aviv                                 | Hapoel Be'er Sheva  | Beitar Gerusalemme   | 2-0                                         |

## Vittorie per squadra
| Club                | Coppe |
| ------------------- | ----- |
| Maccabi Tel Aviv    | 24    |
| Hapoel Tel Aviv     | 15    |
| Beitar Gerusalemme  | 8     |
| Maccabi Haifa       | 6     |
| Hapoel Haifa        | 4     |
| Bnei Yehuda         | 4     |
| Hapoel Be'er Sheva  | 4     |
| Hapoel Kfar Saba    | 3     |
| Maccabi Petah Tiqwa | 3     |
| Hapoel Petah Tiqwa  | 2     |
| Hakoah Ramat Gan    | 2     |
| Hapoel Ramat Gan    | 2     |
| Maccabi Gerusalemme | 1     |
| British Police      | 1     |
| Hapoel Gerusalemme  | 1     |
| Maccabi Natanya     | 1     |
| Hapoel Yehud        | 1     |
| Hapoel Lod          | 1     |
| Bnei Sakhnin        | 1     |
| Ironi K. Shmona     | 1     |